# Janez Poklukar
Janez Poklukar (ur. 9 lutego 1979 w Kranju) – słoweński lekarz i menedżer służby zdrowia, od 2021 do 2022 minister zdrowia.

## Życiorys
Ukończył szkołę średnią w Jesenicach, a w 2004 studia medyczne na Uniwersytecie Lublańskim. Specjalizował się w chorobach wewnętrznych. W 2010 podjął pracę jako lekarz w szpitalu ogólnym w Jesenicach. Był w nim ordynatorem oddziału chorób wewnętrznych, a od 2014 zajmował stanowisko dyrektora całej placówki. W sierpniu 2019 został dyrektorem generalnym Uniwersyteckiego Centrum Klinicznego w Lublanie.
W lutym 2021 dołączył do rządu Janeza Janšy, obejmując w nim urząd ministra zdrowia. Funkcję tę pełnił do czerwca 2022.